# Église Saint-Guénolé de Locquénolé
Pour les articles homonymes, voir Saint-Guénolé.
L'église Saint-Guénolé est une église catholique située à Locquénolé, en France.

## Localisation
L'église est située dans le département français du Finistère, sur la commune de Locquénolé.

## Historique
Locquénolé vient du breton "lok" (lieu consacré) et de Guénolé, saint breton, fondateur de l'abbaye de Landévennec.
Locquénolé est le siège d'un ancien prieuré-cure de Saint-Gwennole, dépendance de l'ancienne abbaye de Lanmeur qui elle-même est une dépendance de l'abbaye de Saint-Jacut. Ce prieuré est détruit par les Normands au IXe ou Xe siècle. 
Au haut Moyen Âge, les moines de Landévennec établissent un monastère au lieu-dit Lancolvett (qui vient du vieux breton « lann » et de l'altération du nom de la rivière du Queffleut). Ce prieuré est indiqué au XIe siècle dans le Cartulaire de l'abbaye de Landévennec : "Monasteriolum in honore sancti Wingualoei" (XXXVII), passé ensuite au diocèse de Dol. Ce lieu prend, au XIe siècle, le nom de Locquénolé. Locquénolé est une dépendance de l'ancien diocèse de Dol.
La chapelle nord dépendait autrefois de la seigneurie de Kerriou.
L'église est remaniée au XVIIe siècle. Au XIXe siècle, les couvertures sont refaites et l'appareil en fausses pierres à l'intérieur date probablement de la même époque.
L'édifice est classé au titre des monuments historiques en 1970 et 1980.

## Description
L'édifice est en forme de croix latine. L'extérieur date majoritairement d'une campagne de reconstruction de la fin du XVIIe siècle. Le clocher est entouré d'une balustrade en porte-à-faux dont les pinacles des angles sont reliés à la chambre des cloches, à deux niveaux formant retrait et surmontée d'une courte flèche. Il porte la date de 1681. Le chevet est plat.

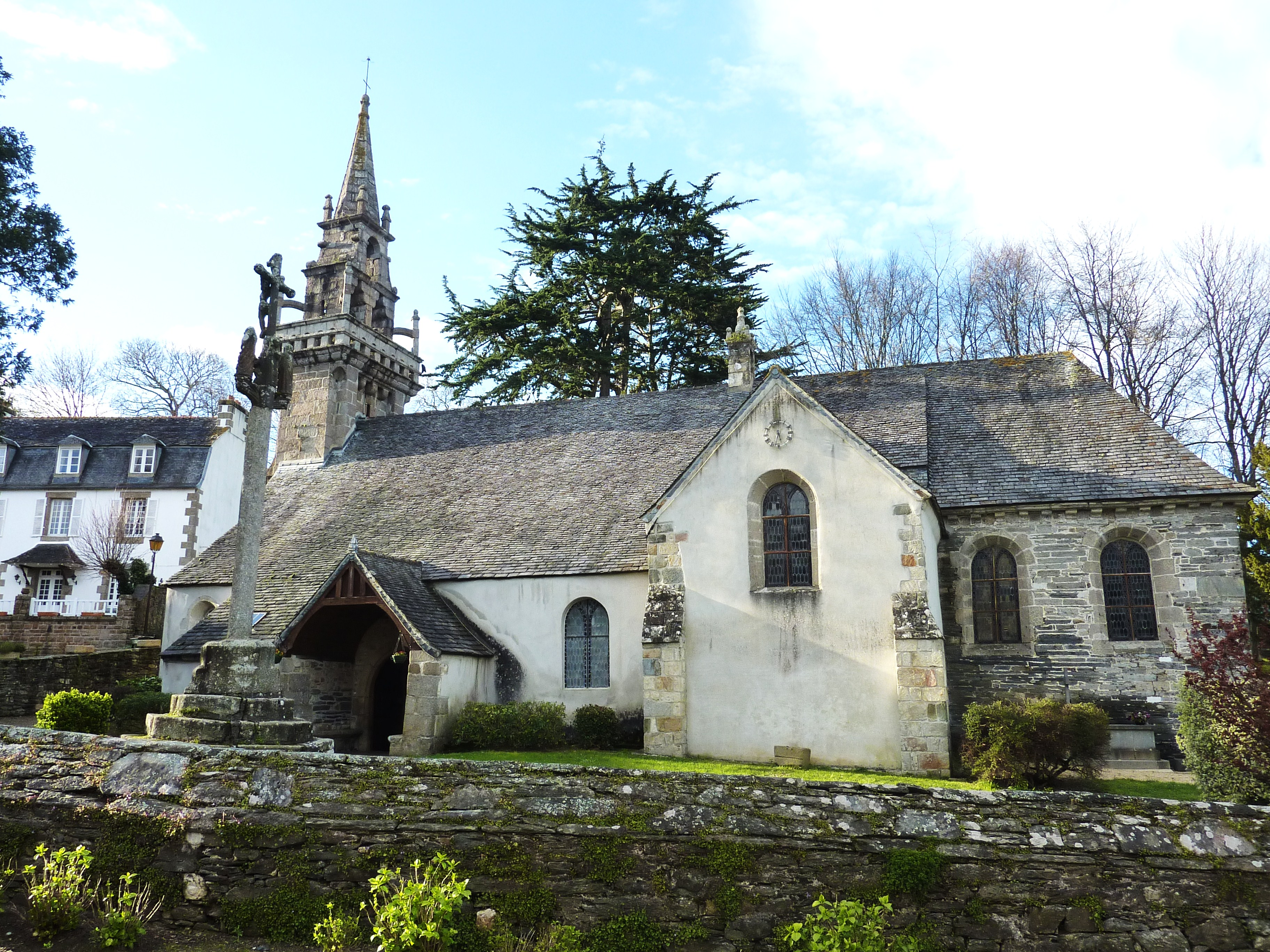
extérieur
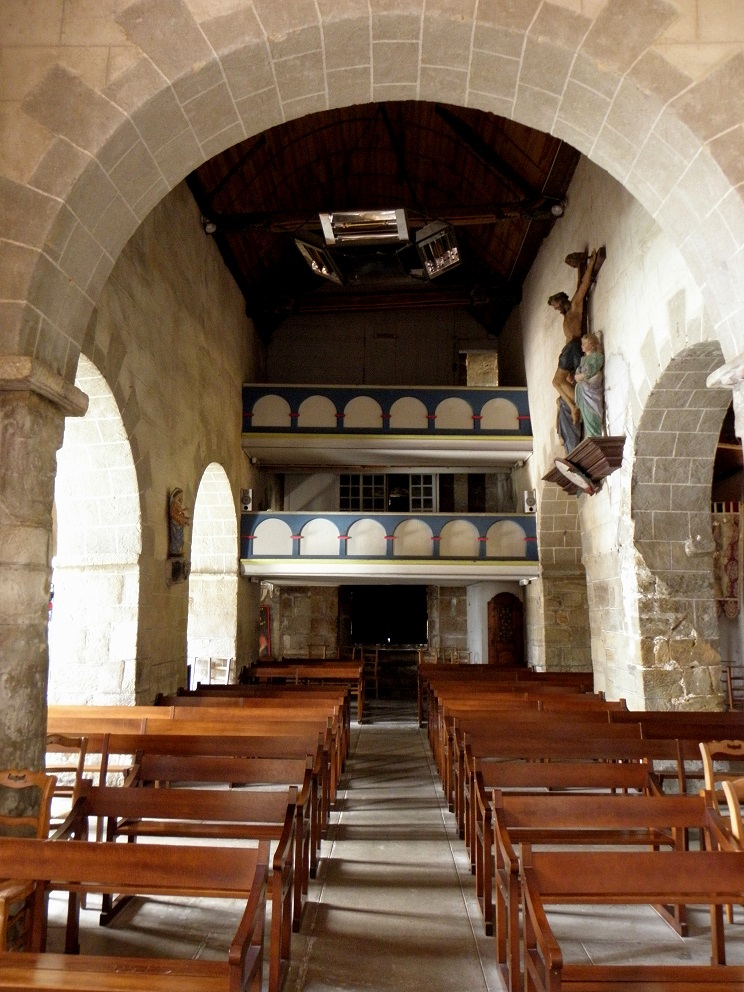
la nef
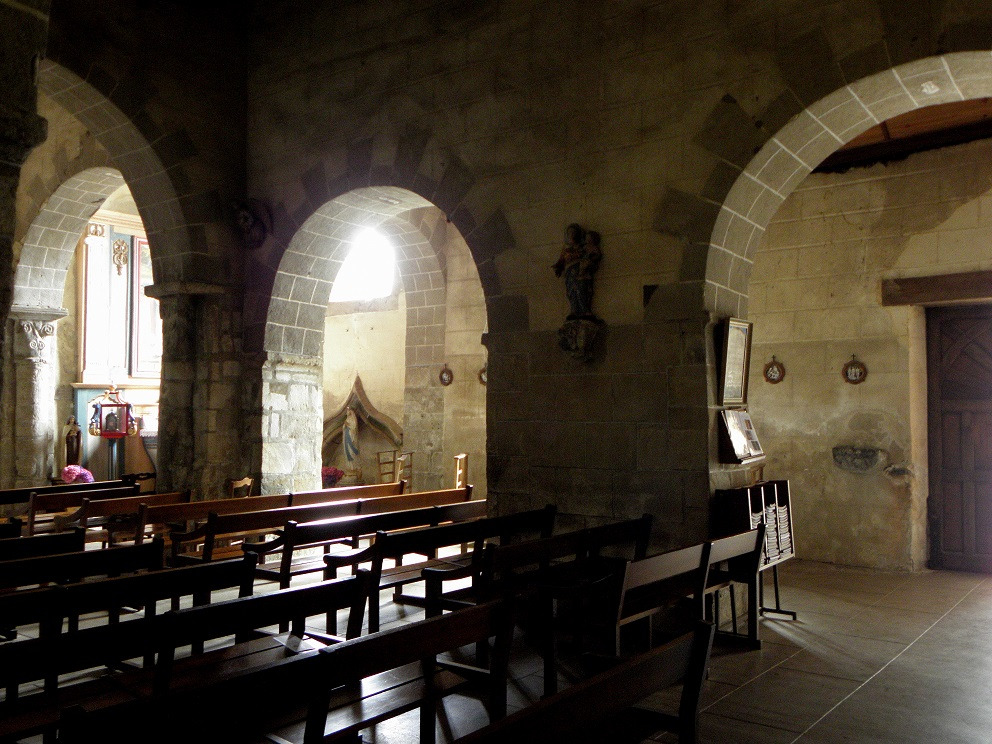
Les grandes arcades de la nef
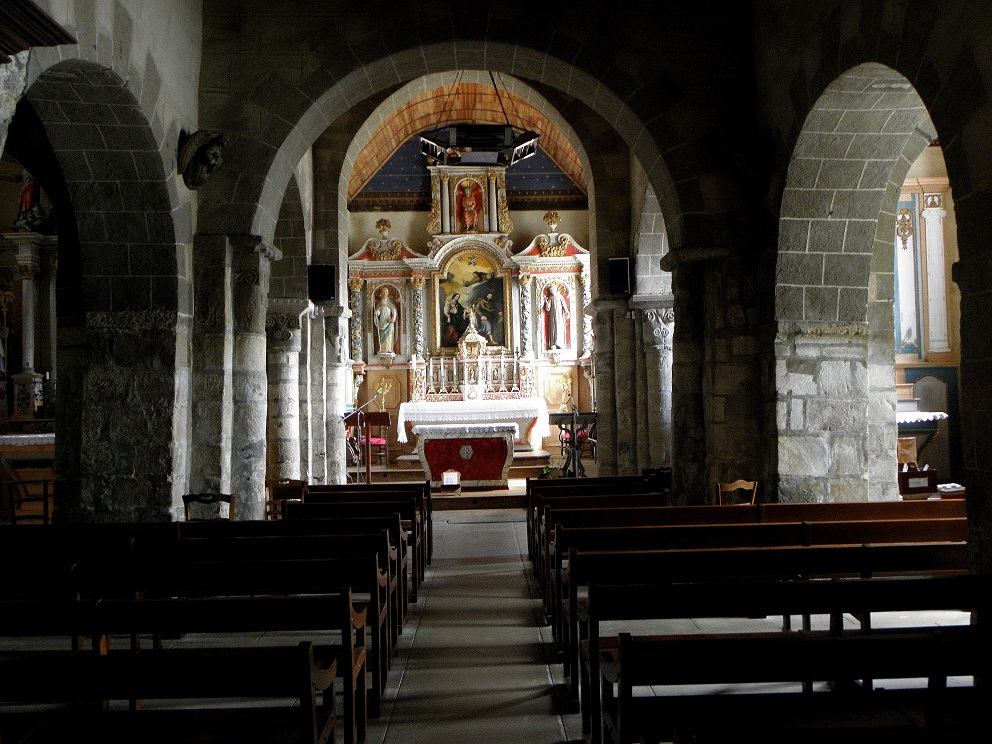
La croisée de transept

### Intérieur
La courte nef romane (XIe siècle) à trois vaisseaux de trois travées s'ouvre sur les bas-côtés par des arcs de plein cintre à simple rouleau portés par des piliers massifs. Le niveau du sol n'est pas celui d'origine : il a été surhaussé, faussant les proportions. La croisée de transept s’ouvre sur deux étroits croisillons, plan archaïque à transept bas. L’arc diaphragme n’est pas d’origine. Les piles complexes de la croisée s’ornent de huit remarquables chapiteaux sculptés, caractéristiques de la sculpture romane bretonne (on y retrouve la même veine d'inspiration que dans les chapiteaux de Fouesnant, Yvignac, Langonnet...). Ornés de volutes, de triangles et de figures humaines, ils s'inspirent très librement du décor corinthien. La composition des formes sommaires semblent progresser de l’abstrait au figuratif en conservant la même organisation, d’un décor abstrait formé de quatre volutes et d’un triangle au centre à un personnage à la tête sommée de cornes spiralées.

Au XVIIe siècle,  Albert Le Grand décrit « des ébauches barbares et qui, cependant, ne manquent pas de charme, embryons de volutes et d'enroulements, et sur quatre des chapiteaux des essais de figure humaine empruntés au faire de quelque peuplade du Nord ». Témoignage de l'évolution du goût. 

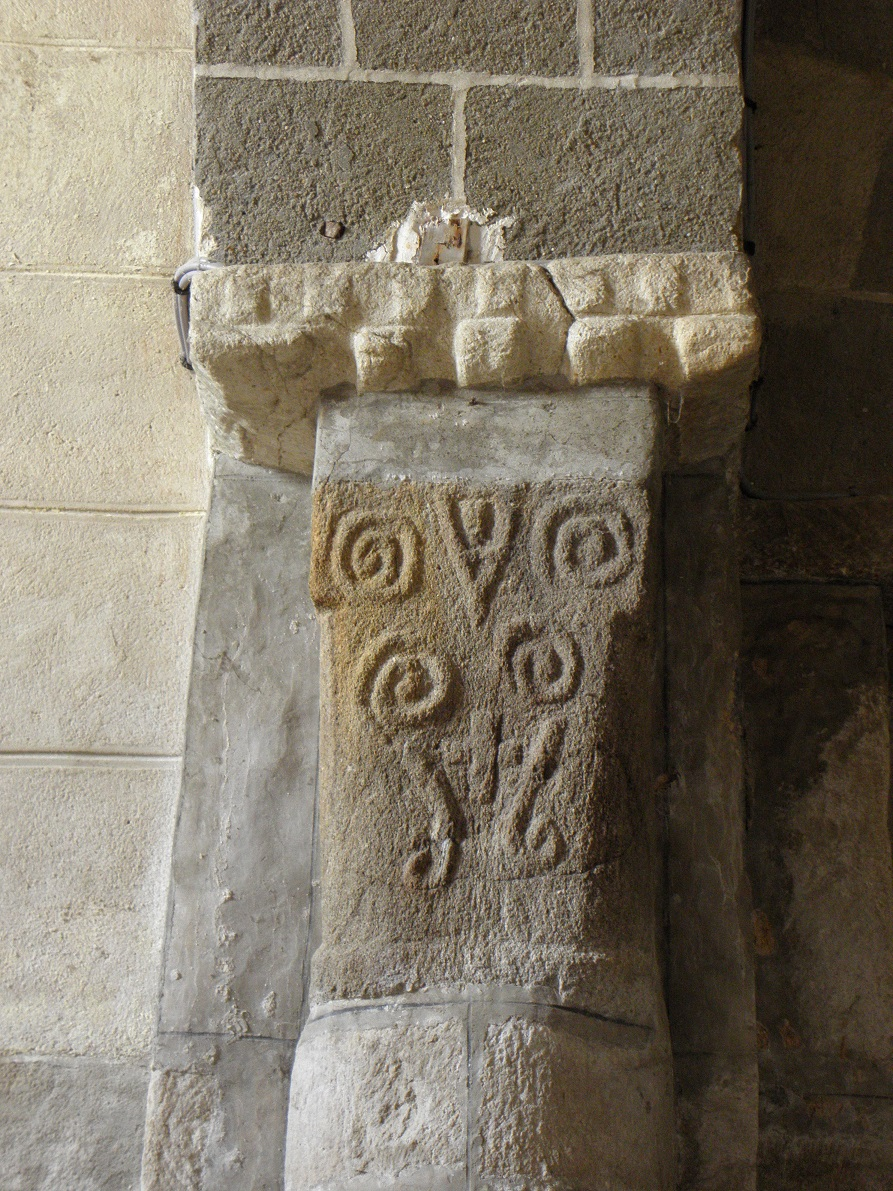
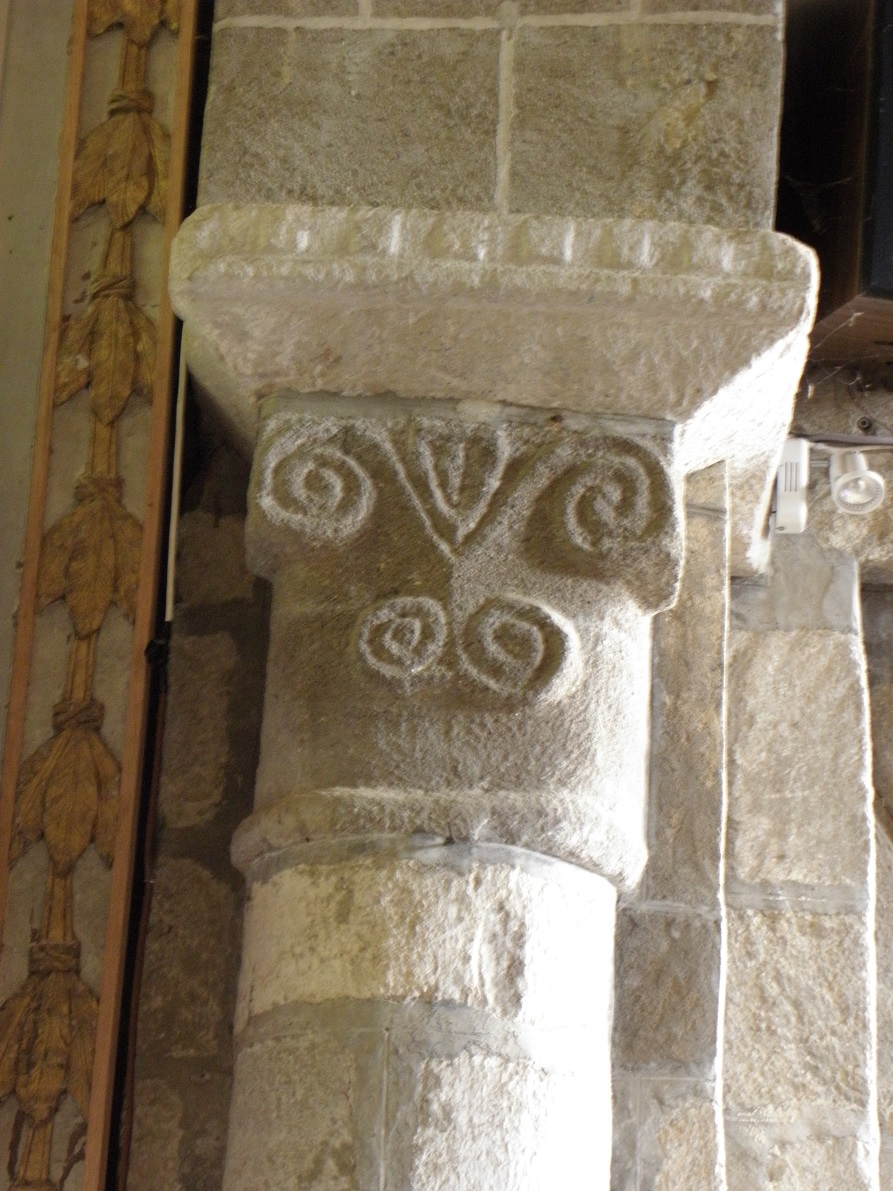
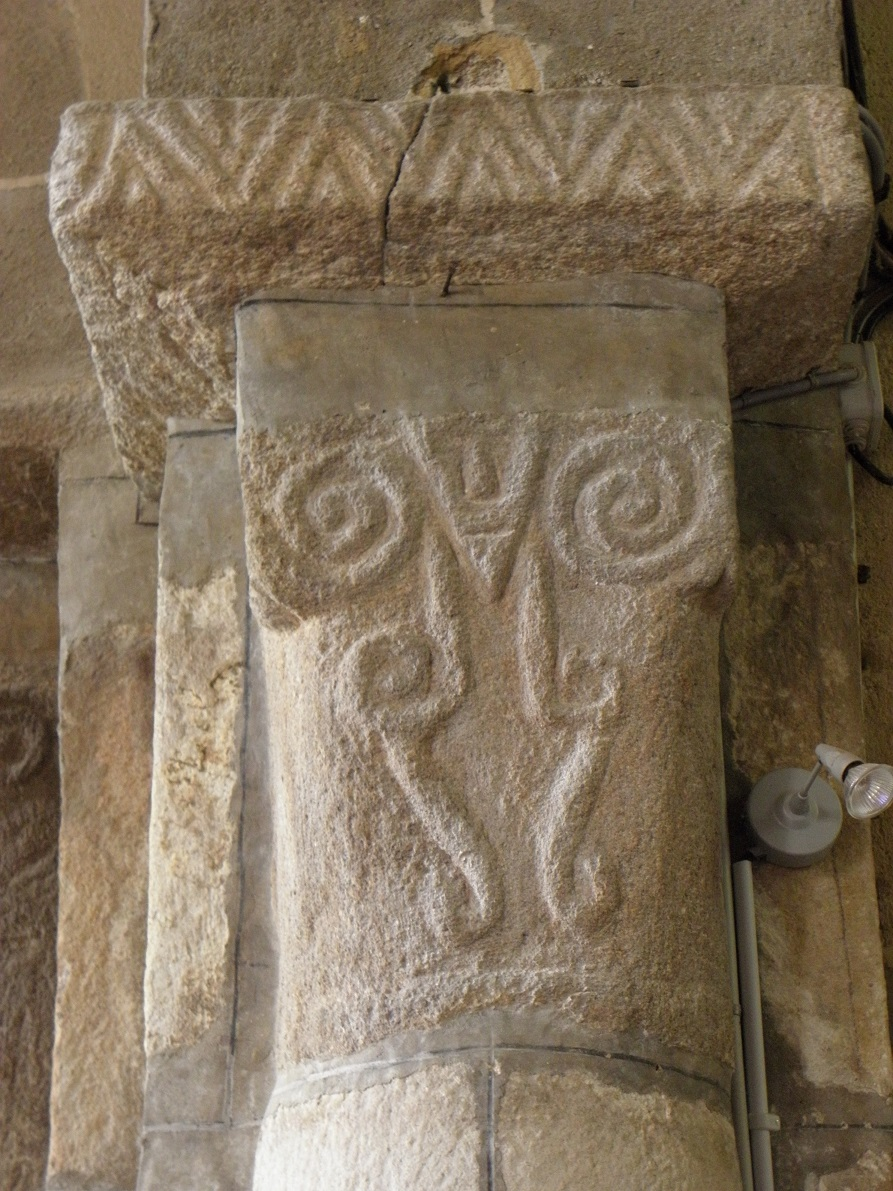
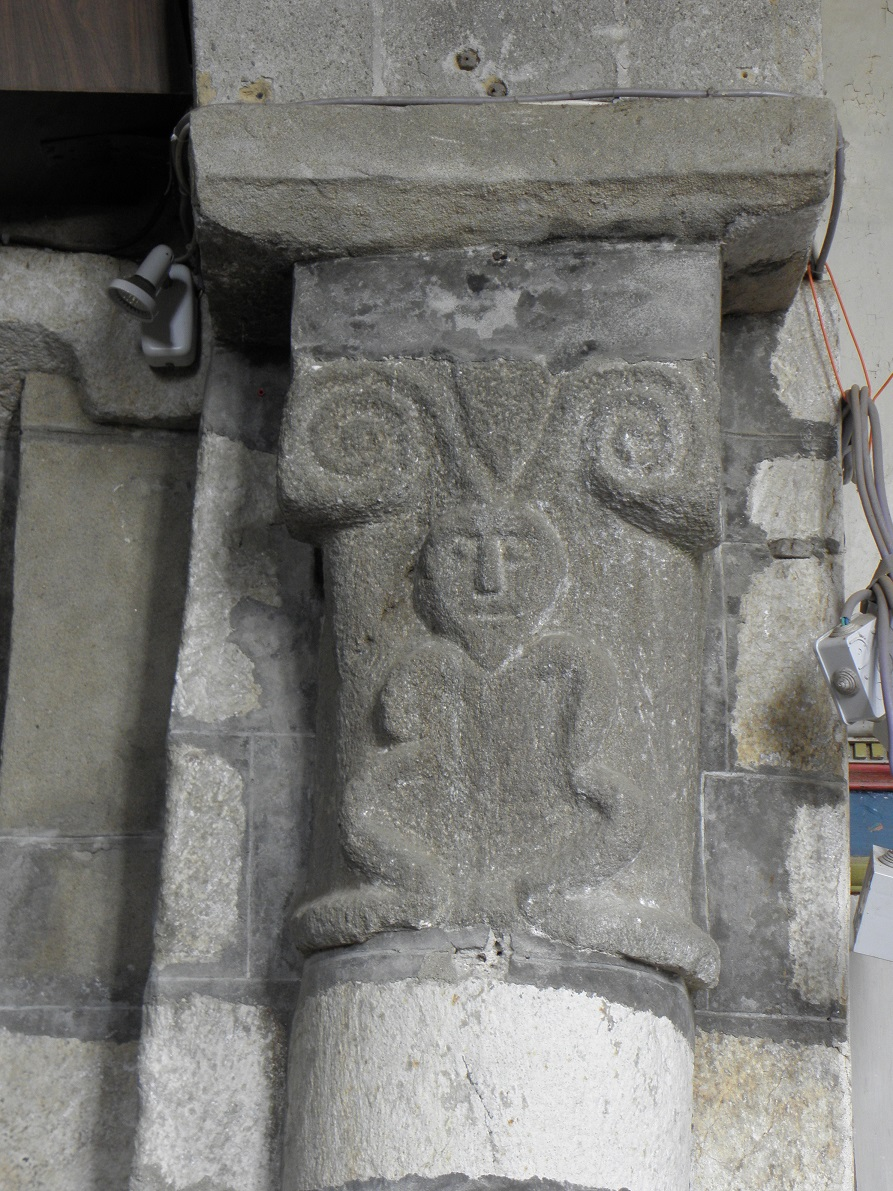

Le chevet est aujourd'hui droit. On ignore le plan exact du chevet roman (abside flanquée d'absidioles, selon la disposition la plus fréquente d'une église à trois nefs ?).  Le maître-autel présente un petit retable avec tabernacle à petites colonnes et galeries à balustres, puis un grand retable avec niches latérales accotées de colonnes torses abritant saint Guénolé et saint François d'Assise ; la partie supérieure loge un Ecce Homo surmonté d'un Père éternel ; le tableau central représente la Sainte-Famille.
Le trésor de l'église possède deux reliquaires, l'un contenant des reliques de saint Guénolé, en particulier un fragment de son chef, l'autre un petit os d'un bras du saint patron enchâssé dans un bras. Ils dateraient du XVe siècle.

La chapelle sud présente un enfeu des seigneurs de Coatilès.

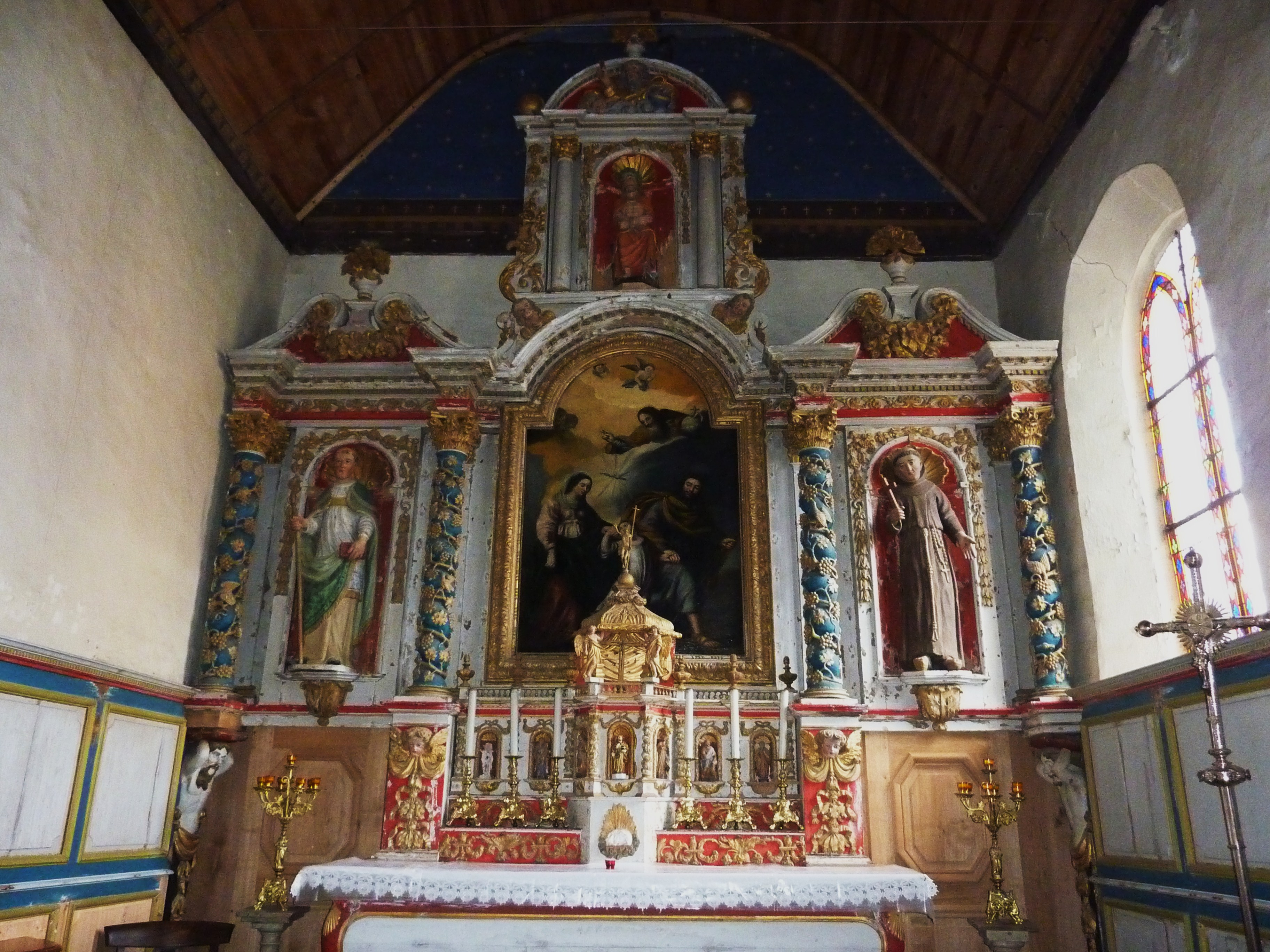
Maître-autel
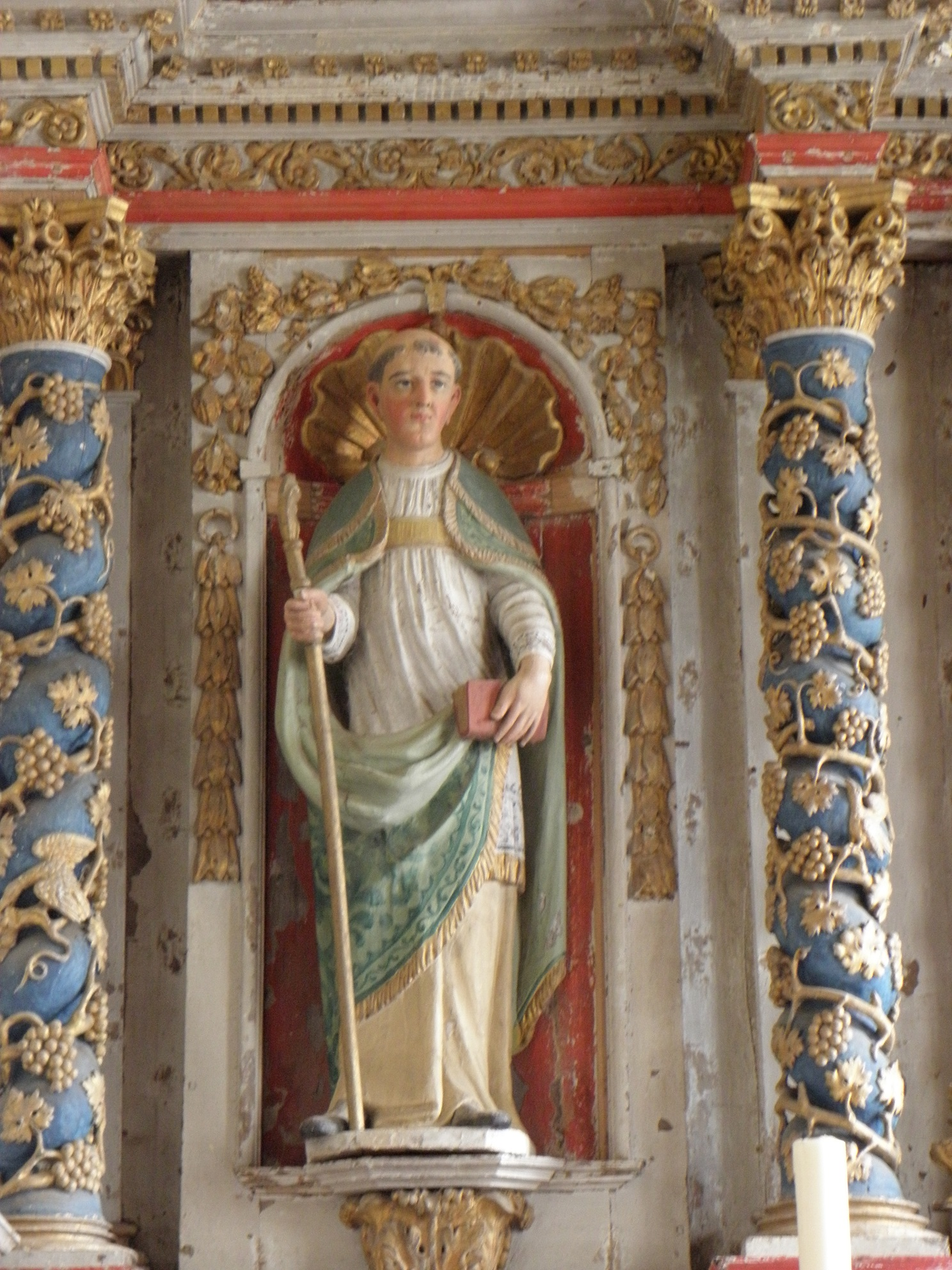
Détail du Maître-autel
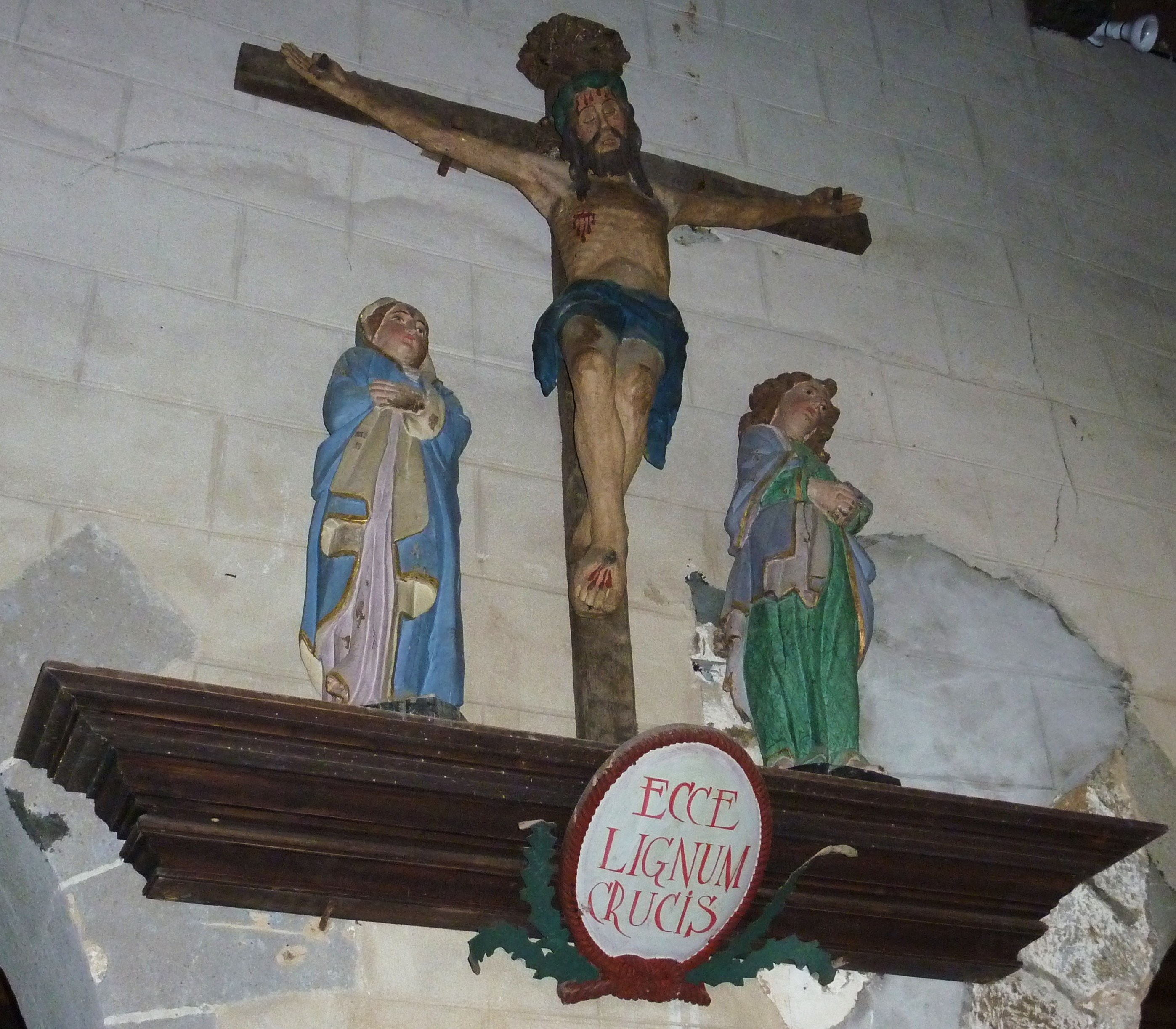
Crucifixion